# (956) Elisa
(956) Elisa ist ein Asteroid des Hauptgürtels, der am 8. August 1921 vom deutschen Astronomen Karl Wilhelm Reinmuth in Heidelberg entdeckt wurde.
Der Asteroid trägt den Namen der Mutter des Entdeckers, Elisa Reinmuth.